# Château de Gannat
Le château de Gannat est un édifice situé à Gannat, en France. Il abrite aujourd'hui le musée municipal Yves-Machelon.

## Localisation
Le château est situé sur la commune de Gannat, dans le département de l'Allier, en région Auvergne-Rhône-Alpes. Il se trouve au nord du centre-ville, place des Anciens-d'AFN et place Rantian.

## Historique
Le château de Gannat n'est pas le premier château établi sur le site de la ville. Il a été précédé par une motte castrale construite à proximité immédiate de l'emplacement actuel de l'église Sainte-Croix ; les fondations de deux tours, l'une ronde l'autre carrée, ont été retrouvées au XIXe siècle.
Vers 1200 ou un peu plus tard, le château actuel est construit plus au nord, à la limite de la ville. Lorsque les bourgeois de Gannat obtiennent en 1236 une charte de franchises et que la ville est ceinturée d'une enceinte, le château s'appuie sur celle-ci, mais à l'extérieur des murs, près de la porte nord de la ville.
L'édifice est inscrit au titre des monuments historiques en 1926.